# Славяните в Гърция
„Славяните в Гърция“ (на немски: Die Slaven in Griechenland) е специализиран лингвистичен труд на немския езиковед-славист Макс Фасмер. Излиза на немски език през 1941 г. в Третия Райх.
Авторът – известен славист, започва подготовката му още през 30-те години на XX век. За изготвянето му са ползвани всички научни езиковедски трудове по темата, и в частност историята на българския език на академик Стефан Младенов, издадена на немски от Макс Фасмер.
Трудът търпи второ издание на немски през 1970 г. в Лайпциг – ГДР. Предвид политическата конюнктура по това време, в предговора към това второ издание, Ханс Дитен опитвайки се да заобиколи въпроса за времето на първото издание, принизява от политическа страна „славяните в Гърция“, твърдейки че, Макс Фасмер е надценил в труда си значението на т.нар. „негръцки компоненти“ (български, албански, арумънски и др.), и в частност славянските, за формиране на етимологията на имената и топонимите в съвременна Гърция. Нещо повече – тръгвайки още от проучванията на Якоб Филип Фалмерайер, Фасмер достига по пътя на лингвистичните си проучвания до извода (твърде преувеличен според второто немско издание в ГДР), че жителите на територията, на която е възкресена Гърция в началото на XIX век до началото на XX век, в по-голямата си част не са потомци на древните елини, а са се формирали като етнос в хода на вековете от народи, мигрирали на територията на Гърция след това. Според Макс Фасмер най-съществен е славянският поток към територията на Гърция през VII век, последван от албанския през XIV век в Душановата държава.
В заключение, авторът на „Славяните в Гърция“, желае да провокира с изследването си научен спор за произхода на съвременните гърци. Официалната гръцка историография и лингвистика в следвоенните години пренебрегва и критикува труда на Фасмер, отхвърляйки неговите лингвистични тези и основния му исторически извод-обобщение за произхода на съвременните гърци. В по-скромния случай, гръцката наука принизява историческата стойност на изследването на Фасмер.